# Indywidualne Mistrzostwa Europy w Grass Tracku 1979
Indywidualne Mistrzostwa Europy na torze trawiastym 1979 – zawody żużlowe, mające na celu wyłonienie medalistów indywidualnych mistrzostw Europy na torze trawiastym w sezonie 1979. W finale zwyciężył Brytyjczyk Gerald Short.

## Finał
- Assen, 22 lipca 1979

| Msc. | Zawodnik            | Klub            | Pkt |  |  |
| ---- | ------------------- | --------------- | --- |  |  |
| 1    | Gerald Short        | Wielka Brytania | 20  |  |  |
| 2    | Günther Brackland   | Niemcy          | 18  |  |  |
| 3    | Tjalle Reitsma      | Holandia        | 18  |  |  |
| 4    | John Britcher       | Wielka Brytania | 17  |  |  |
| 5    | Tormod Langli       | Norwegia        | 17  |  |  |
| 6    | Chris Morton        | Wielka Brytania | 14  |  |  |
| 7    | Les Collins         | Wielka Brytania | 11  |  |  |
| 8    | Skjold Larsen       | Dania           | 10  |  |  |
| 9    | Finn Lundal         | Dania           | 10  |  |  |
| 10   | Franz Kolbeck       | Niemcy          | 9   |  |  |
| 11   | Graham Hurry        | Wielka Brytania | 8   |  |  |
| 12   | Jorgen Johansen     | Dania           | 7   |  |  |
| 13   | Roelof Thijs        | Holandia        | 7   |  |  |
| 14   | Ewald Scheele       | RFN             | 6   |  |  |
| 15   | Ab De Groot         | Holandia        | 3   |  |  |
| 16   | Hans Johansson      | Szwecja         | 2   |  |  |
| 17   | Ilkka Teromaa       | Finlandia       | 2   |  |  |
| 18   | Giuseppe Brizzolari | Włochy          | 1   |  |  |